# Helga Rock

Helga Rock Anfang 2007

Helga Rock, auch Helga Brahmst-Rock (* 25. Februar 1951 in Siegen) ist eine deutsche Politikerin. Sie war von 1987 bis 1990 Mitglied des Deutschen Bundestags.

## Leben
Nach dem Volksschulabschluss in Siegen folgten Ausbildungen als Bürogehilfin, Speditionskauffrau und Industriefachwirtin. Sie ist verheiratet und hat einen Sohn, den NRW-Landtagsabgeordneten Simon Rock.

## Politik
Seit 1979 ist Rock Mitglied der Grünen, seit 1984 in verschiedenen Funktionen für die Partei tätig. Am 5. Januar 1980 gehörte sie zu den Mitbegründerinnen des Grünen-Kreisverbandes Siegen-Wittgenstein. 1987 wurde sie über die NRW-Landesliste der Grünen in den Bundestag gewählt.
Seit 1990 ist sie nur noch kommunalpolitisch tätig. So war sie seit 1989 bis 2014 ununterbrochen für die Grünen im Kreistag des Kreises Siegen-Wittgenstein vertreten und seit 2009 Mitglied im Rat der Stadt Netphen.